# Benissa
Benissa és una vila i municipi del País Valencià situat a la comarca de la Marina Alta, i és part de la mancomunitat de la Vall de Pop.

## Geografia
El terme municipal de Benissa té una extensió ampla que presenta una orografia heterogènia. Té uns 4 km de costa, formada majoritàriament per xicotetes cales i penya-segats. Entre les platges trobem la de les Bassetes, la Fustera, els Pinets, la Llobella, l'Advocat i el Baladrar. N'hi ha d'arena i de cudols, amb fons de roca aptes per a la pràctica del submarinisme.
La zona muntanyosa està formada per les serres d'Oltà, la Solana, la Mallà Verda i la imponent serra de Bèrnia, amb 1.128 metres d'altitud. En totes elles és habitual la pràctica de l'escalada i el senderisme, en què destaca la ruta de les Ermites (de Santa Anna, de Pinos, de Sant Jaume, de Pedramala, de Lleus, de Benimarraig) i la ruta de les Fonts i Llavadors (Pou d'Avall, Santa Anna, Orxelles, Núsols...).
El nucli urbà està situat de mitjana a uns 255 metres sobre el nivell del mar.

### Localitats limítrofes
El terme municipal de Benissa limita amb els de Xaló, Llíber, Senija, Gata de Gorgos, Teulada i Calp tots ells de la Marina Alta i amb Altea i Altea la Vella a la Marina Baixa.

## Climatologia
El clima de Benissa s'inclou dins del tipus climàtic mediterrani subtropical.
La temperatura mitjana anual és de 16,5 °C. La temperatura mensual més alta és la del mes d'agost, amb 24,4 °C, seguida de la del mes de juliol amb 24,1 °C. La temperatura mitjana mensual més baixa correspon al mes de gener amb 10,6 °C.
A causa de la proximitat a la mar de gran part del territori de Benissa, les temperatures es veuen afectades per la brisa marina, que manté uns pocs graus més baixa la temperatura de les zones costaneres que a l'interior.
La precipitació mitjana anual és de 551,8 mm. L'estació seca correspon a l'estiu, amb tan sols 44,3 mm; i és l'estació hivernal la que recull una major quantitat de pluges, amb una mitjana de 204 mm. No obstant això és el mes d'octubre en el qual les precipitacions són més abundants, amb una mitjana de 86,7 mm.
La majoria de les precipitacions solen donar-se de manera torrencial, especialment en les pluges provocades per les tempestes de llevant. A voltes es presenten acompanyades de pedra, principalment a les estacions de primavera o d'estiu. En època hivernal pot nevar a les cotes més altes de la serra de Bèrnia.
El règim d'humitat en què s'enquadra el terme de Benissa és del tipus mediterrani sec.
| 1978-1999           | gen  | feb  | març | abr  | maig | juny | jul  | agost | set  | oct  | nov  | des  | TOTAL |
| ------------------- | ---- | ---- | ---- | ---- | ---- | ---- | ---- | ----- | ---- | ---- | ---- | ---- | ----- |
| Temp. màxima (°C)   | 13,8 | 14,3 | 17,3 | 17,4 | 20,1 | 24,1 | 27,7 | 28    | 25,4 | 21,6 | 17,4 | 14,8 | 20,1  |
| Temp. mitjana (°C)  | 10,6 | 10,8 | 12,7 | 13,6 | 17,4 | 20,7 | 24   | 24    | 21,7 | 17,7 | 13,7 | 11,5 | 16,5  |
| Temp. mínima (°C)   | 7,4  | 7,4  | 9    | 10   | 12,9 | 17,4 | 19,2 | 20,2  | 18,0 | 13,9 | 10,1 | 8,2  | 12,8  |
| Precipitacions (mm) | 52,9 | 39,6 | 49,9 | 53,1 | 43,6 | 18,5 | 8,6  | 20,3  | 69,7 | 86,7 | 75,4 | 69,5 | 551,8 |

## Història
En el seu ample terme municipal, 69,71 km², hi ha vestigis de població de l'edat del bronze, així com pintures rupestres pertanyents a l'art llevantí a la zona del Morro de la Francesa. La troballa de monedes i àmfores dona fe del pas dels romans. El topònim àrab, Banu-Isa, i molts més Ben Isa, Benimallunt, Ràpita, Alfama, Mezquita entre d'altres indiquen clarament la procedència àrab del poble. Quan, en 1248, Jaume I conquistà i cedí el lloc a Jaume de Gruny, la població continuà sent majoritàriament musulmana encara que molt repartida per masos i poblets. Tanmateix, la població cristiana va crear el nucli urbà per a assentar-se. El 1381 hi havia 56 cases de cristians, que es van convertir en 71 el 1409; a més, els musulmans s'assentaren en Benimallunt (11 cases), Albinyent (11) i Benimarraig (4). Va formar part, juntament amb Altea, Calp i Teulada, d'un senyoriu, un dels senyors del qual fou Roger de Llúria. Al llarg dels segles XV i XVI va sofrir nombrosos atacs dels pirates barbarescos. La repoblació posterior a l'expulsió de 1609 va fer-se amb gents procedents dels Pirineus, Catalunya i Aragó els quals emmurallaren el poble.

## Demografia i economia
La revisió del padró municipal de 2016 dona una xifra d'11.000 habitants, de gentilici benissers/benisseres (col·loquialment benisseros). Hi ha dos nuclis de població: Benissa i Fanadix.
L'agricultura és quasi completament de secà. Es tracta de vinya, per a vi i panses, ametllers, garrofers i oliveres. La propietat de la terra és molt repartida (90% de les explotacions tenen menys de 5 ha). Aquesta ha estat tradicionalment la principal font de riquesa, però ha estat desplaçada pel turisme que a hores d'ara és el motor de l'economia local. També hi ha hagut una tradicional indústria de mobles.

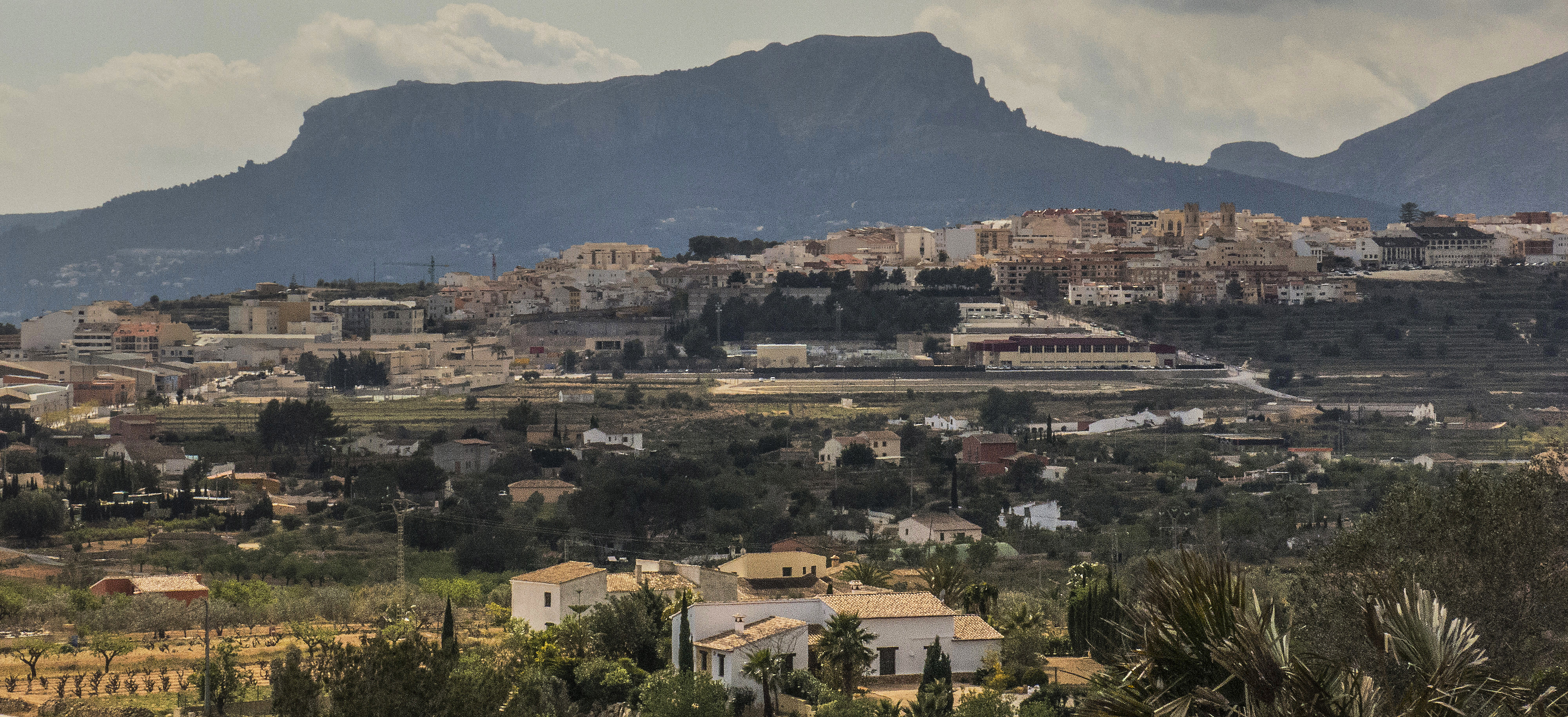
Vista panoràmica de Benissa

## Urbanisme

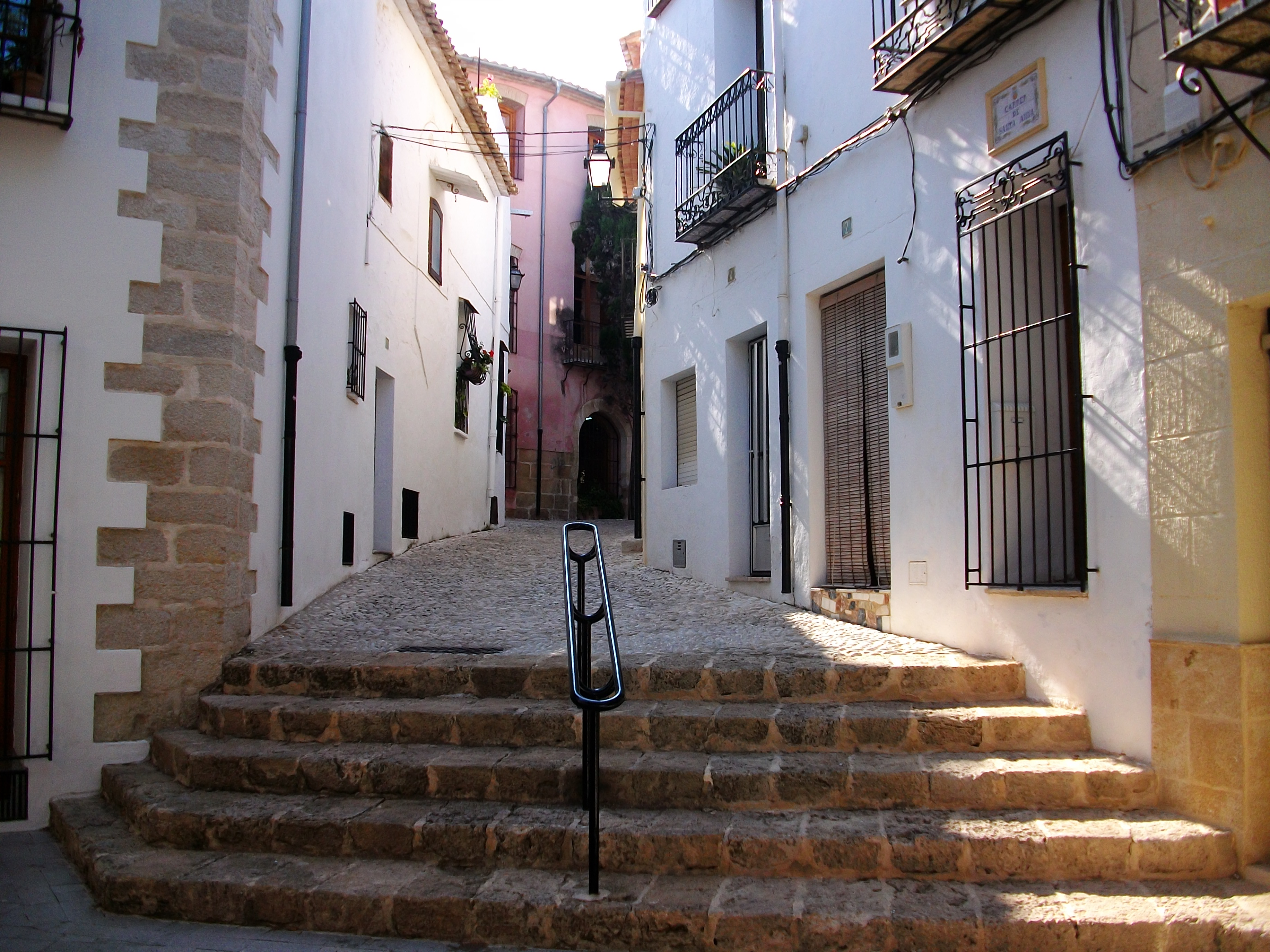
Carrer de santa Anna

### Evolució urbanística
El primitiu recinte històric de Benissa era un recinte emmurallat que s'alçà després de la conquesta cristiana. Estava format per una porta principal que se situava a l'actual plaça del Portal, on s'alçava la desapareguda Església de Sant Pere, que havia sigut dissenyada com a peça aïllada de defensa en cas de necessitat.
Les muralles que rodejaven el recinte primitiu eixien de la plaça i seguien l'alineació del carrer de Santa Bàrbara baixant pel carrer del Bot, on s'alçava l'altra porta que comunicava amb la moreria o raval. Ací es conserva el traçat vell del carrer del Forn, per a unir-se al carrer del Pare Andreu amb el carrer de les Parretes, tancant-se novament a la plaça del Portal.
En el segle xvi es va millorar la fortificació de l'Església de Sant Pere posant merlets als murs i afegint matacans. La vila romangué tancada a les muralles. En el segle xvii es va construir el Convent dels Pares Franciscans fora de les muralles.
En el segle xviii es va registrar un augment considerable de la població, que va passar de 212 habitants l'any 1712 a 800 en 1794. Això suposà un creixement del nucli de població considerable. Les edificacions començaren a enllaçar el Convent Franciscà amb el recinte antic. Així s'originaren els carrers de Sant Doménec i Sant Josep. A les acaballes del xviii, Benissa tenia una estructura en forma de dos llargs carrers paral·lels als extrems dels quals se situaven les dues esglésies, la parroquial i la dels Pares franciscans.
En la primera meitat del segle xix comptava, a més dels del barri antic, amb els carrers de Santa Bàrbara, Parretes, Sant Francesc, Sant Doménec, carreró del Cabot, Sant Josep, Escoto, Trinitat, Alacant, Perill i Pare Andreu.
En la segona meitat del segle xix Benissa superava els 5.000 habitants. L'evolució urbana va modificar l'estructura antiga i de 1860 a 1910 es va desenvolupar l'Eixample, amb la construcció dels carrers del Reverend Pare Melcior, Sant Nicolau, El Salvador, Sant Joan, Sant Sebastià, i alguns habitatges aïllats. Així es va posar en contacte la trama urbana amb l'eix de comunicacions constituït pel camí de València a Alacant.
El creixement urbà cap al sud d'este eix haurà d'esperar fins al 1950 per les dificultats imposades per la topografia.

### Tipologia urbanística

#### La casa rural
Correspon al que generalment s'anomena «caseta de camp», que evoluciona a partir d'una unitat elemental per addició de diversos cossos amb distintes funcions agrícoles complementàries. L'habitatge pròpiament dit és de planta rectangular i d'una, dues o tres crugies amb coberta d'un o dos vessants. La distribució funcional és variada.
La «casa compacta» és l'opció bàsica a l'hora de concebre la casa. Segons la seua estructura típica, està destinada a habitació permanent, sol presentar dues o tres crugies paral·leles a la façana i una o dues plantes.
Un segon cos té una funció exclusivament agrícola i es troba adossat al cos central o bé separat pel corral. Complix les funcions de quadra en la part baixa, i de pallissa, al pis de dalt. Una obertura situada sobre l'estable permetia fornir de farratge els animals.
L'accés a l'habitatge sol trobar-se a la cara sud i està protegit de la forta insolació estiuenca amb un cobert d'un vessant. Quan el cobert té una funció estrictament agrícola, com ara preservar la pansa de la humitat, s'anomena riurau. La majoria de cases rurals del terme municipal són riuraus, i hi ha notables variacions dels uns als altres: cases amb naia, cases porticades, etc. El riurau pot edificar-se exempt o formant un cos independent, d'una o dues crugies. Donada la seua funció agrícola, sol edificar-se amb arcs de menor elegància i menys riquesa de materials que les naies.
Tota la instal·lació es completa amb els elements següents:
- El sequer.

Es tracta d'una esplanada amb la terra compactada i neta de pedres, on la pansa, estesa sobre canyissos, era posada a assecar al sol.
- L'era de batre.

L'era de batre és una esplanada xicoteta, de forma circular, de terra compactada i neta de pedres construïda a zones ventoses per a batre i ventar els cereals amb l'ajuda de tracció animal.
- L'aljub o cisterna.

Recull l'aigua pluvial de la teulada o directament del terreny si disposa d'un sistema d'arreplegadors. Pot trobar-se exempt, cobert amb una volta o col·locat al riurau.
- El fornet o forn

Es col·loca en un angle del riurau, en riurau aïllat o com a element exempt.
- El safareig

Es tracta d'un dipòsit d'obra amb pla inclinat de pedra que s'utilitzava per a rentar la roba i per a la preparació de la dissolució insecticida de sulfat de coure. Es col·loca al riurau, en un cobert o com a element exempt.
- El fornet d'escaldar

Consta d'una cambra, que s'ha fet buidant el terreny o aprofitant un desnivell natural, recoberta interiorment amb pedra de tap o rajola. Està dotat d'una boca lateral per a l'alimentació del foc i una boca dalt de la volta. Arran de terra es col·locava el calder de ferro amb el raïm de moscatell i el lleixiu.

#### La casa de tros
Són les edificacions establides en les grans explotacions agràries, amb les instal·lacions vinculades a l'activitat agrícola. Destinades com a habitatge dels treballadors, també poden tindre un altre habitatge en planta alta destinat als propietaris. Normalment es resolen amb un cos de doble altura que allotja els habitatges i els patis. Al voltant d'eixe cos es distribuïxen els cossos que allotgen els espais econòmics. També tenen els annexos esmentats en les cases rurals.

#### La casa de poble
És una casa agrícola familiar situada en el nucli urbà, construïda sobre l'anomenada parcel·la gòtica. Les seues dimensions aproximades són entre els 4 i 8 metres de llargària de façana, i una fondària d'entre 12 i 20 metres, inclòs el corral. La seua altura original és de dues plantes (baixa i pis), encara que amb excepcions en tindrà tres. La planta baixa es destina a habitatge i l'alta s'utilitza com a magatzem assecador de productes agrícoles.
La casa té dues crugies. A la primera se situen l'entrada i els dormitoris (un o dos), segons l'amplària de la parcel·la; i a la segona la zona comunitària que inclou les funcions d'estar-menjador i cuina. Les dependències auxiliars d'ús agrícola i les noves instal·lacions que s'incorporen a l'esquema bàsic a partir del segle xix, la cuina i el lavabo, ocuparan l'espai sostret al pati o corral. Amb posterioritat, a la primera planta i del costat de la façana apareixeran espais dedicats com a dormitori.
La façana es troba dominada per un buit d'accés, generalment de prou amplària per a donar accés al carro i la cavallerissa, que consistix en un arc de mig punt i després un arc de llinda. L'espai queda remarcat mitjançant carreus de pedra calcària o de tosca. La resta de buits són de xicotetes dimensions. Eixa tipologia ha patit diverses transformacions al llarg del temps. Es va afegir una planta, de manera que la cambra va passar a ocupar la planta superior. Es va situar el balcó volat en posició central a la primera planta, va augmentar la mida dels buits i se'ls va dotar de forats de reixes, etc.
D'exemples actuals que mostren eixa evolució al llarg dels segles se'n poden trobar a la major part de carrers del centre històric.

#### La casa urbana delseglexviii
Construïda sobre una i mitja, dues o més parcel·les gòtiques. Hi ha la possibilitat que dues cases compartisquen la mateixa parcel·la precedent. S'afig una altra altura i un portal arquitravat de grans dimensions substituïx el portal buit amb arc de segles anteriors, de manera que permeta el pas de carruatges. La finestra de la planta baixa és més gran i està protegida amb reixa. A la planta primera apareix el balcó que queda, generalment, en la vertical del buit d'accés. La segona planta es dedica a cambra i magatzem de gra i ferramentes del camp, i s'il·lumina mitjançant buits xicotets. A l'interior les crugies es comuniquen a través d'un arc ample rebaixat situat a l'eix del portal. Les dependències del darrere es dediquen a estable i pallissa. A un costat de la segona crugia queda l'espai central de la casa: el saló menjador amb la ximenera encastada a la paret mitgera, els armaris i un banc de pedra. A la mitgera oposada arranca l'escala d'accés al pis superior i al seu buc se situa el rebost. La coberta és de dos vessants i arreplega aigua per a l'aljub.
Els edificis més significatius d'esta tipologia se situen al carrer de la Puríssima.

#### La casa vuitcentista
Es tracta d'edificis construïts sobre parcel·les de dimensions més grans que els casos anteriors. Són cases espaioses, de tres plantes, dotades de grans obertures interiors de llinda i amb amplis buits a totes les plantes. La planta baixa té un corredor central per a l'entrada del carruatge. La primera crugia té una saleta o rebedor. A la segona crugia es troba el menjador amb la ximenera i els armaris per a la vaixella. Al costat del menjador es troba la cuina, que comptava amb diversos focs a carbó, un banc amb una o dues piques i el rebost. La primera planta es troba destinada a dormitoris. La segona planta té una funció d'emmagatzemament agrícola. La cuina comunicava directament amb el pati on estava la boca de l'aljub, l'excusat i el corral. Sol ser corrent l'existència de cellers, soterranis per a guardar el vi i l'oli, etc. És característic dels habitatges d'eixe període el marc dels buits, així com la utilització d'elements decoratius per a emmarcar els elements de la façana. La pedra emmarca els sòcols, les impostes fan ressaltar la línia dels forjats, franges verticals destaquen la línia de les façanes i els cantons. Les cornises es resolen mitjançant motllures que en alguns casos són de pedra. Les reixes abandonen la senzillesa de les barres verticals simples i es convertixen en un simple element d'ornamentació. Es treballa el ferro colat per a la formació de diverses formes i figures.

## Edificis d'interés
A Benissa encara es conserven restes de les muralles cristianes, que hui dia formen part d'alguns carrers, com ara el de Les Parretes i el del Màrtir Pere de Benissa. A més, compta amb el patrimoni següent:
- Ajuntament. Instal·lat en l'antic Hospital Municipal, de 1790. Va ser alberg de malalts contagiosos i necessitats.
- La Llotja. Del segle xvi, és el monument més antic de Benissa i actualment fa la funció de sala d'exposicions.
- Palau dels Torres-Orduña. Actual Casa de Cultura.
- Convent dels Pares Franciscans. Encara que els franciscans s'hi havien instal·lat el 1611, fins a 1645 no fou bastit el convent que encara conserva el seu aspecte d'edifici fortificat. Són d'especial interés el claustre i l'església.
- Església de la Puríssima Xiqueta. De 1929, és coneguda com la catedral de la Marina, per la seua grandiositat.
- El riberer. Figura molt simbòlica que homenatja els llauradors benissers que dues vegades a l'any anaven a la comarca valenciana de la Ribera per a treballar en la plantació i recol·lecció de l'arròs.
- Seminari Franciscà. Alberga el CREAMA i l'AFIC.
- Casal dels Joves. Instal·lat en un antic edifici comercial on se celebrava el mercat setmanal.
- Casa de Joan Vives.
- Casa-museu d'Abargues.
- Seu de la Universitat. Palaus i cases del segle xviii que actualment pertanyen a la Universitat d'Alacant.
- Plaça de l'Església Vella. Al segle xvi s'hi aixecà l'església-fortalesa de Sant Pere, que va ser derruïda a la dècada del 1940. A hores d'ara es dedica a actes culturals i protocol·laris. S'hi ha reconstruït el portal de l'antiga església.
- Torre defensiva de la Casa del Tros de les Calcides.
- Torreta de Canor.

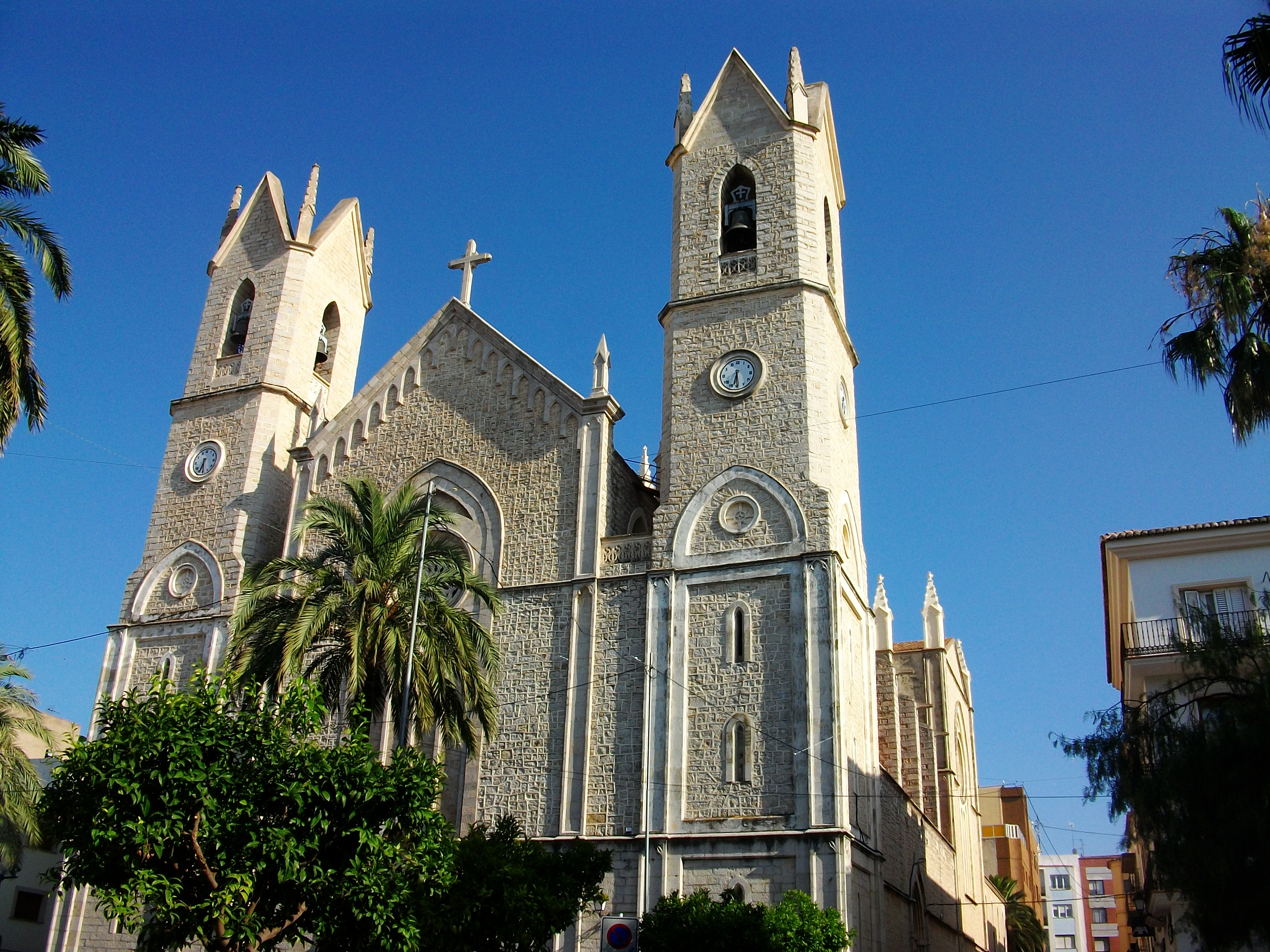
Església de la Puríssima Xiqueta de Benissa
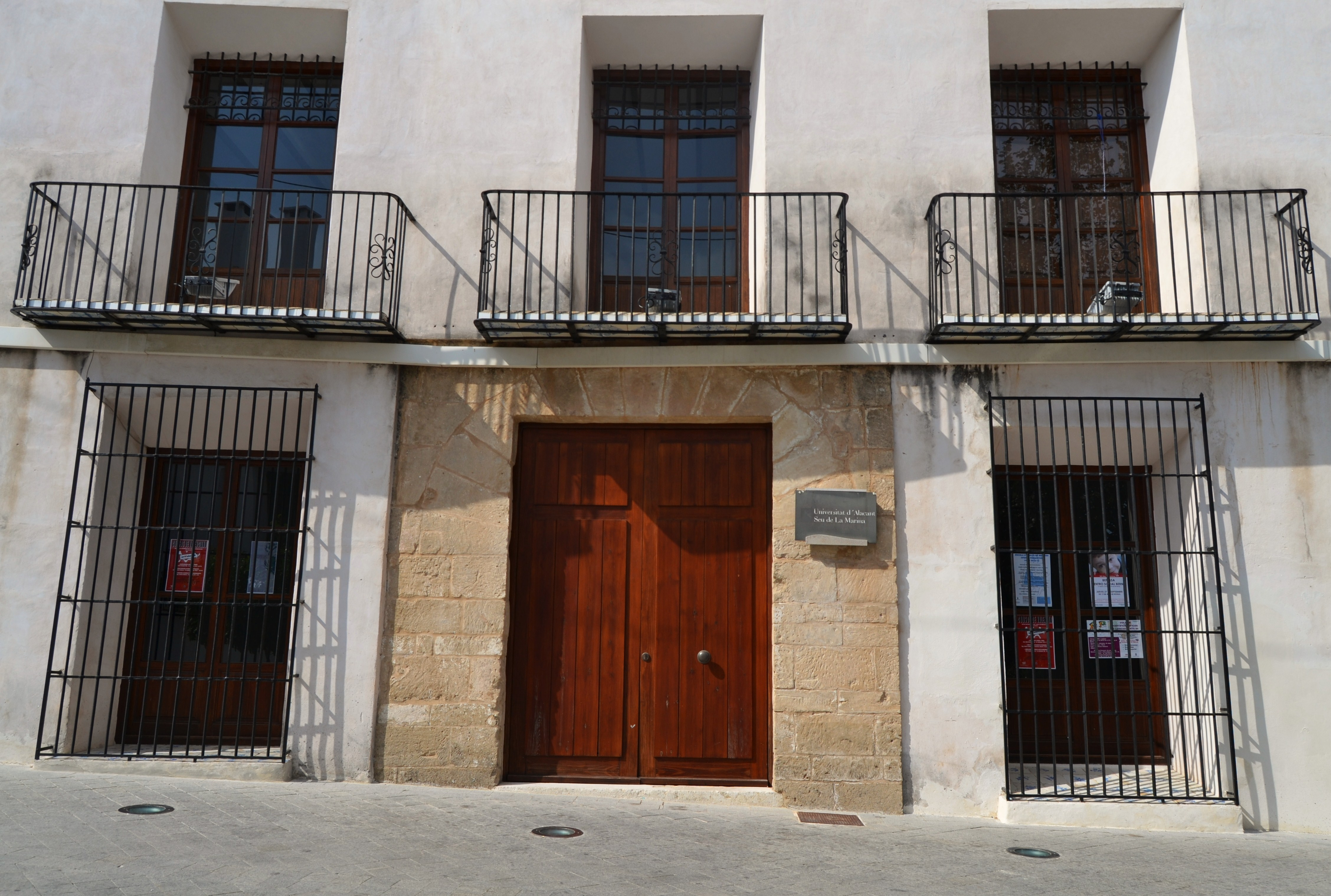
Casa de Pere Bigot - Seu Universitària de la Marina
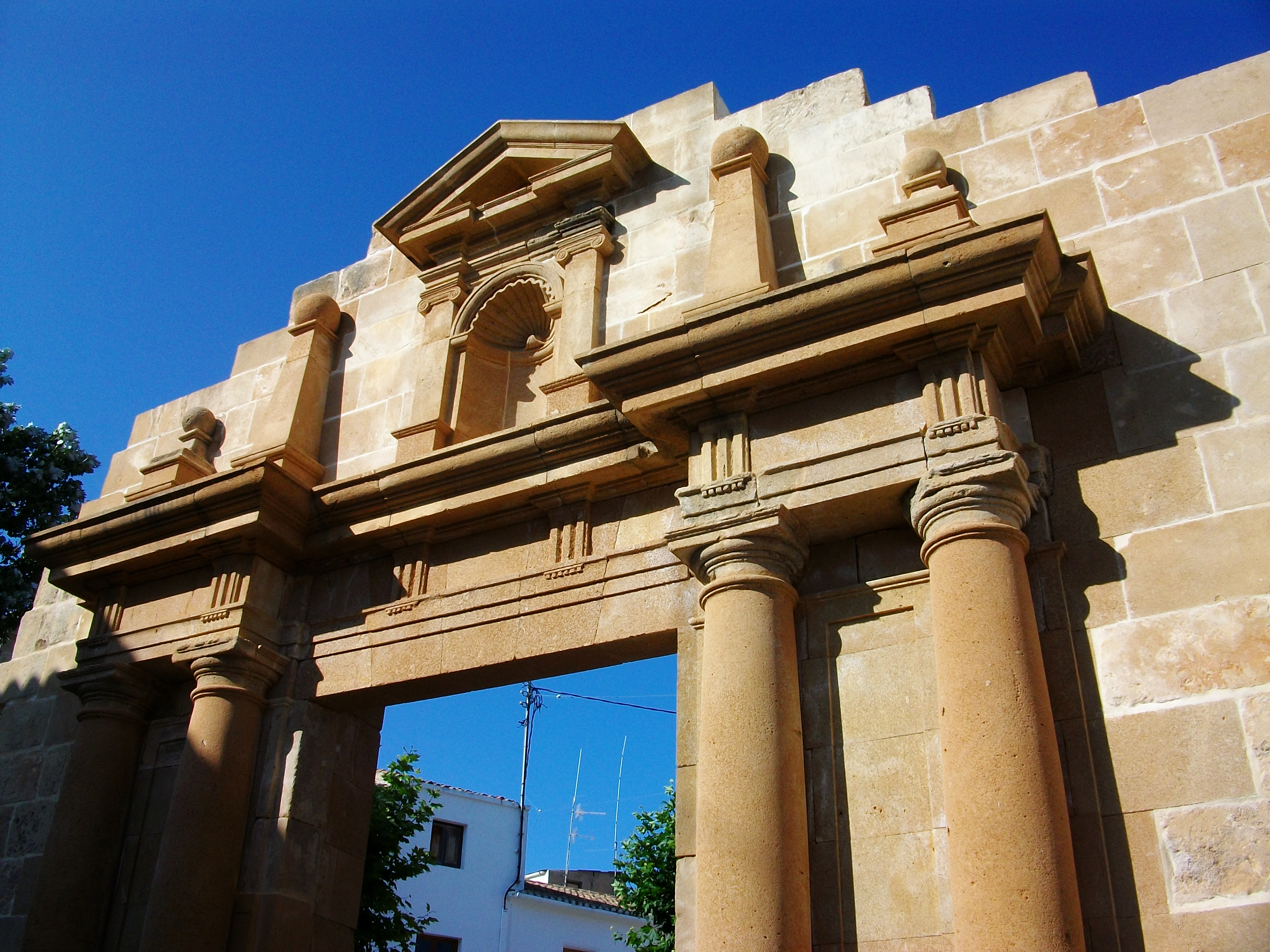
Portada reconstruïda de l'antiga església de Sant Pere
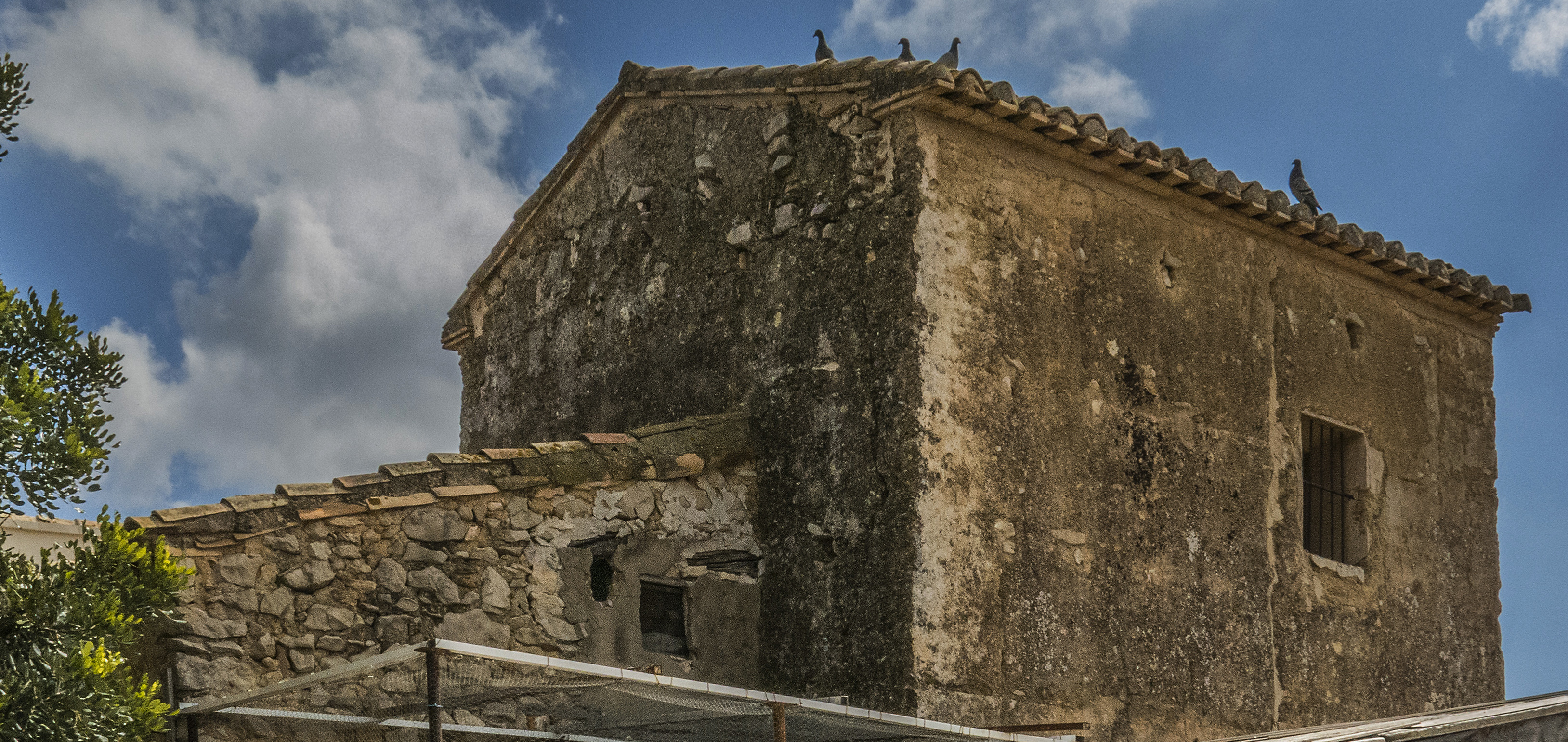
Torreta de Canor

## Festes
Benissa celebra unes festes de Moros i Cristians de molta anomenada el cap de setmana més pròxim al 29 de juny, dia de Sant Pere, a qui estan dedicades. Les festes patronals són el quart diumenge d'abril en honor de la Puríssima Xiqueta. A més, durant l'estiu se celebren les festes de les partides (com ara Santa Anna, Sant Jaume, Pinos, entre moltes altres) i les festes en honor de Sant Antoni, en què es fa la fira i porrat durant tres caps de setmana. Durant el darrer cap de setmana Benissa rep molts visitants, a causa de la Fira Medieval que s'organitza en el barri històric del poble.

## Gastronomia
Són típics de Benissa plats com ara la borreta de melva, el bull amb ceba, el mullador de pelleta, el putxero de polp, el mullador de sagatxo o les coques al calfó i amb mullador, sense oblidar els arrossos de tota mena. També destaquen els embotits. Pel que fa al vi, a Benissa es produïx moscatell i mistela, records de la cultura del riurau tan vinculada a la Marina.

## Personatges il·lustres
Alguns dels cognoms de benissers il·lustres que han destacat en els camps de les lletres i el dret valencià són: Esquerdo, Pineda, Torres Eiximeno, Martínez Colomer, germans Cabrera, Bernat Capó. En el camp de la música cal destacar Javier Santacreu i Cabrera, de qui l'escola de música local porta el nom. L'escriptor i assagista Josep Iborra va nàixer a Benissa i dona nom a l'institut d'ensenyament secundari local.

## Esports
- Trinquet de Benissa
- Club Nàutic les Bassetes

## Política i govern

### Composició de la Corporació Municipal
El Ple de l'Ajuntament està format per 17 regidors. En les eleccions municipals de 26 de maig de 2019 foren elegits 8 regidors del Partit Popular (PP), 5 de Reiniciem Benissa (RB), 2 del Partit Socialista del País Valencià (PSPV-PSOE), 1 de Compromís per Benissa (Compromís) i 1 de Ciutadans de Benissa Grup Independents (CiBe).
| Eleccions municipals de 26 de maig de 2019 - Benissa |                                          |                                     |                                     |        |          |          |
| Candidatura | Candidatura                              | Candidatura                         | Cap de llista                       | Vots   | Vots     | Regidors |
| | Partit Popular                           |                                     | Arturo Poquet Ribes                 | 1.659  | 37,88%   | 8 ()     |
| | Reiniciem Benissa                        |                                     | Abel Cardona Castell                | 1.136  | 25,94%   | 5 (+2)   |
| | Partit Socialista del País Valencià-PSOE |                                     | Manuel Juan Giner                   | 602    | 13,74%   | 2 (-1)   |
| | Compromís per Benissa                    |                                     | Carme Ronda Abad                    | 411    | 9,38%    | 1 (-1)   |
| | Ciutadans de Benissa                     |                                     | Isidor Mollà Carrió                 | 240    | 5,48%    | 1 (+1)   |
| | Altres candidatures                      |                                     |                                     | 306    | 6,99%    | 0 ( -1)  |
| | Vots en blanc                            |                                     |                                     | 26     | 0,59%    |          |
| Total vots vàlids i regidors | Total vots vàlids i regidors             | Total vots vàlids i regidors        | Total vots vàlids i regidors        | 4.380  | 100 %    | 17       |
| | Vots nuls                                | Vots nuls                           | Vots nuls                           | 38     | 0,86%    |          |
| Participació (vots vàlids més nuls) | Participació (vots vàlids més nuls)      | Participació (vots vàlids més nuls) | Participació (vots vàlids més nuls) | 4.418  | 51,16%** |          |
| Abstenció | Abstenció                                | Abstenció                           | Abstenció                           | 4.217* | 48,84%** |          |
| Total cens electoral | Total cens electoral                     | Total cens electoral                | Total cens electoral                | 8.635* | 100 %**  |          |
| Alcalde: Arturo Poquet Ribes (PP) (15/06/2019) Per ser la llista més votada, després de no haver obtingut majoria absoluta dels regidors (8 vots de PP)    |                                          |                                     |                                     |        |          |          |
| Fonts: Ministeri de l'Interior, Junta Electoral de Zona de Dénia. Periòdic Ara. (* No són vots sinó electors. ** Percentatge respecte del cens electoral.) |                                          |                                     |                                     |        |          |          |

### Alcaldes
Des de 2019 l'alcalde de Benissa és Arturo Poquet Ribes del Partit Popular.
| Període                       | Alcalde o alcaldessa                            | Partit polític | Data de possessió     | Observacions |
| ----------------------------- | ----------------------------------------------- | -------------- | --------------------- | ------------ |
| 1979–1983                     | Josep Tent Berenguer                            | PSPV-PSOE      | 19/04/1979            | --           |
| 1983–1987                     | Josep Tent Berenguer Jaume Castells Ferrer      | PSPV-PSOE      | 28/05/1983 1986       | ?? --        |
| 1987–1991                     | Isidoro Mollá Carrió                            | CDS            | 30/06/1987            | --           |
| 1991–1995                     | Isidoro Mollá Carrió                            | CDS            | 15/06/1991            | --           |
| 1995–1999                     | Isidoro Mollá Carrió                            | Independent    | 17/06/1995            | --           |
| 1999–2003                     | Juan Bautista Roselló Tent                      | PP             | 03/07/1999            | --           |
| 2003–2007                     | Juan Bautista Roselló Tent                      | PP             | 14/06/2003            | --           |
| 2007–2011                     | Juan Bautista Roselló Tent                      | PP             | 16/06/2007            | --           |
| 2011–2015                     | Juan Bautista Roselló Tent                      | PP             | 11/06/2011            | --           |
| 2015–2019                     | Juan Bautista Roselló Tent Abel Cardona Castell | PP RB          | 13/06/2015 10/01/2017 | Dimissió --  |
| 2019-2023                     | Arturo Poquet Ribes                             | PP             | 15/06/2019            | --           |
| Des de 2023                   | n/d                                             | n/d            | 17/06/2023            | --           |
| Fonts: Generalitat Valenciana |                                                 |                |                       |              |